# Славницы
Славницы — деревня в восточной части Порховского района Псковской области. Входит в состав сельского поселения «Красноармейская волость».
Расположена в 22 км к востоку от города Порхов.

## Население
Численность населения составляет 10 человек (2000 год).

## История
До 3 июня 2010 года деревня входила в состав ныне упразднённой Туровской волости.